# Roger Daniel
Roger Daniel est un joueur d'échecs français né le 18 mai 1915 au Havre et mort le 21 avril 1999 dans la même ville. Il a été champion de France sur l'échiquier en 1942 puis a remporté le championnat de France d'échecs par correspondance en 1941-1942.
Il finit deuxième du championnat de France en 1941, premier ex æquo en 1945 (battu au départage), deuxième en 1949, 1951 et troisième ex æquo en 1943.